# Tatjana Mihhailova

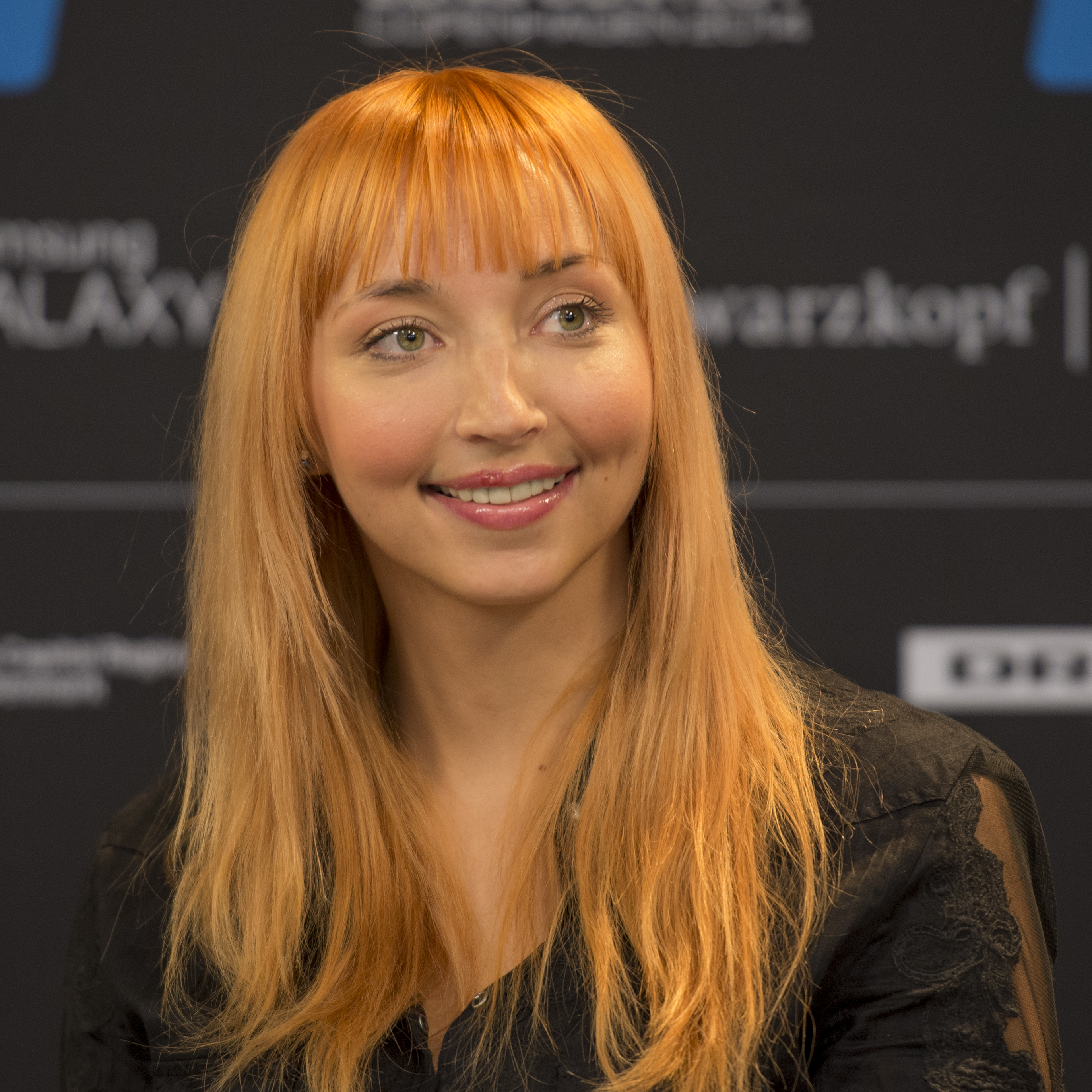
Tatjana Mihhailova (2014)

Tatjana Mihhailova-Saar, auch Tanja, geboren als Татьяна Михайлова (russisch) / Tatjana Michailowa (* 19. Juni 1983 in Kaliningrad, Sowjetunion) ist eine estnische Popsängerin russischer Herkunft.

## Leben und Wirken
Tanja wuchs seit frühester Kindheit in Estland auf. Ab 2001 bildete sie mit der Sängerin Ly Lumiste das Popduo Nightlight Duo, mit der sie zwei Alben veröffentlichte. Ab 2004 wurde Tatjana Mihhailova dann als Solosängerin und Musicaldarstellerin aktiv. Am 1. März 2014 gewann sie den Eesti Laul 2014 und durfte dadurch Estland mit dem Popsong Amazing beim ersten Halbfinale des Eurovision Song Contest 2014 in Kopenhagen vertreten. Sie verpasste den Einzug ins Finale.
2015 verkündete sie die Punkte aus Estland, dabei brach die Liveschaltung zu ihr ab und wurde zum Ende der Punktevergabe nachgeholt.
Für den Eesti Laul 2016 reichte sie für die Band La La Ladies das Lied Unikaalne ein.
Am Eesti Laul 2021 nahm sie mit dem Lied Best Night ever teil.